# مارتن فيلكوفسكي
مارتن فيلكوفسكي مواليد 10 مارس 1997 في سكوبيه، جمهورية مقدونيا، هو لاعب كرة يد مقدوني يلعب كظهير أيمن. مثل منتخب مقدونيا لكرة اليد.

## روابط خارجية
- مارتن فيلكوفسكي على موقع الاتحاد الأوروبي لكرة اليد (الإنجليزية)